# Antonio Quijarro
Antonio Quijarro Quevedo (Potosí, 18 de junio de 1831 - Buenos Aires, 1903) fue un abogado, geógrafo, periodista, político y estadista boliviano.

## Biografía
Antonio Quijarro Quevedo nació el 18 de junio de 1831 en la ciudad boliviana de Potosí, hijo de Pedro Antonio Quijarro y Juana Quevedo. En 1860, fue editor del periódico El Siglo, publicado en la ciudad de Sucre. Al año siguiente, en 1861, fue diputado por la ciudad de Potosí,consolidando su presencia en la política boliviana.
Quijarro se destacó como un crítico activo de la dictadura de Mariano Melgarejo (1864-1871), oponiéndose al Tratado de Ayacucho, firmado en 1867,  entre Bolivia y Brasil. Su carrera diplomática también fue notable. Fue embajador de Bolivia en Londres en 1873 hasta 1876, cargo que ocupó durante el gobierno de Tomás Frías.Además, fue miembro del Partido Rojo, una organización política surgida del movimiento popular belcista liderado por el General Manuel Isidoro Belzu.
En 1879, mientras era ministro plenipotenciario de Bolivia en Asunción, Quijarro firmó el Tratado Quijarro-Decoud, que abordaba la disputad limítrofe en el Chaco Boreal con Paraguay. Durante su carrera política, también ocupó la presidencia de la Cámara de Diputados de Bolivia.
Durante la presidencia de Narciso Campero, Quijarro apoyó la primera expedición a la región del Gran Chaco organizada por el gobierno boliviano y liderada por Daniel Campos. Esta expedición que se llevó a cabo del 29 de agosto al 14 de noviembre de 1883, partió desde Tarija hasta Asunción en Paraguay, con la intención de fortalecer la presencia boliviana en el Chaco.
A finales del siglo XIX y hasta los inicios del siglo XX, Quijarro impulsó la exploración oriente boliviano y gestionó concesiones para abrir vías de comunicación hacia el océano Atlántico, con el objetivo de fomentar la colonización de esta región aislada. En la década de 1880, debido al interés del gobierno de Bolivia de encontrar nuevas salidas al Atlántico mediante el río Paraguay, concedió derechos a diferentes personalidades políticas y empresariales para la apertura de caminos y la colonización. En 1885, Quijarro obtuvo la concesión de los herederos del militar y político Manuel Luis de Oliden para la colonización de las riberas del río Otuquis, una extensión de 25.000 km², en la provincia de Otuquis, hoy parte del Pantanal boliviano. En este contexto, Quijarro colaboró con grupos financieros internacionales interesados en la explotación del caucho y en el acceso a territorios aptos para la colonización, impulsando activas campañas de propaganda y ejerciendo presiones sobre los gobiernos republicanos.
En diciembre de 1882, fue nombrado Ministro de Gobierno y Relaciones Exteriores de Bolivia. En el ejercicio de este cargo, inició las negociaciones con el gobierno de Chile que culminaron en la firma del Pacto de Tregua, acuerdo que puso fin a las hostilidades de la Guerra del Pacífico.
Después de ausentarse casi cinco años en misión diplomática en el Río de La Plata, en 1889 retornó a Bolivia y fue elegido Senador de la República.
En 1893, como diputado, presentó un proyecto de ley que proponía la separación de la Iglesia y el Estado y la implementación de la educación laica en Bolivia.
En 1902, el Congreso Nacional de Bolivia le otorgó una Medalla de Oro conmemorativa, acompañada de una leyenda en reconocimiento a sus méritos. Al año siguiente, en 1903, falleció repentinamente en la ciudad de Buenos Aires mientras ejercía funciones diplomáticas en la Legación de Bolivia en la capital argentina. El 21 de junio de 1931, tras veintinueve años de su fallecimiento, sus restos fueron repatriados a su ciudad natal, donde descansan en la actualidad.

## Obras
A continuación se incluyen algunas de las obras de Antonio Quijarro, organizadas por año de publicación:
- Moral del bello secso. Estractada de la acreditada obra de Campé (1854)
- Datos para la historia constitucional de Bolivia (1873)
- Noticias transmitidas a los electores del litoral (1874)
- Actuación parlamentaria ... durante 1874 con anexo documental (1875)
- Comunicación dirigida a los electores del Departamento de Potosí (1877)
- Memorándum acerca de los motivos que dificultan el ajuste de paz con Chile, presentado al Congreso Nacional de 1883 (1883)
- Proyecto de una ley de organización militar (1885)
- Descripción de la nueva provincia de Otuquis en Bolivia. Segunda edición corregida y aumentada, por Mauricio Bach (1885)
- Indicaciones para estudiar la cuestión de límites con la República Argentina (1887)
- Responsabilidad de la Corte Suprema. Publicaciones y documentos producidos durante las sesiones legislativas de 1885 (1887)
- De Tarija a Asunción - Expedición boliviana de 1883 (1888), junto con Daniel Campos
- Bolivia, construcción de ferrocarriles y establecimiento de colonias agrícolas en la región oriental: propuestas formalizadas por el doctor Antonio Quijarro, en representación de D. Emilio Reus (1888)
- Relaciones de Bolivia con Inglaterra Puntos de partida para una investigación histórica (1890)
- Relaciones de Bolivia con Inglaterra (1897)
- La cuestión de límites entre Bolivia y el Paraguay: documentos de la misión confidencial (1901)
- Exploraciones practicadas en el Alto Paraguay y en la laguna Gaiba por el capitán de marina Enrique Bolland, de orden y por cuenta del gobierno de Bolivia. Fundación de un puerto. (1901), junto con Henry Bolland

## Homenajes
En su honor la provincia de Porco, ubicada en el departamento boliviano de Potosí, fue renombrada a provincia de Quijarro. Así mismo, la localidad de Puerto Quijarro, en la región del Pantanal boliviano, lleva su nombre en su honor.